# Kathedrale von Le Mans

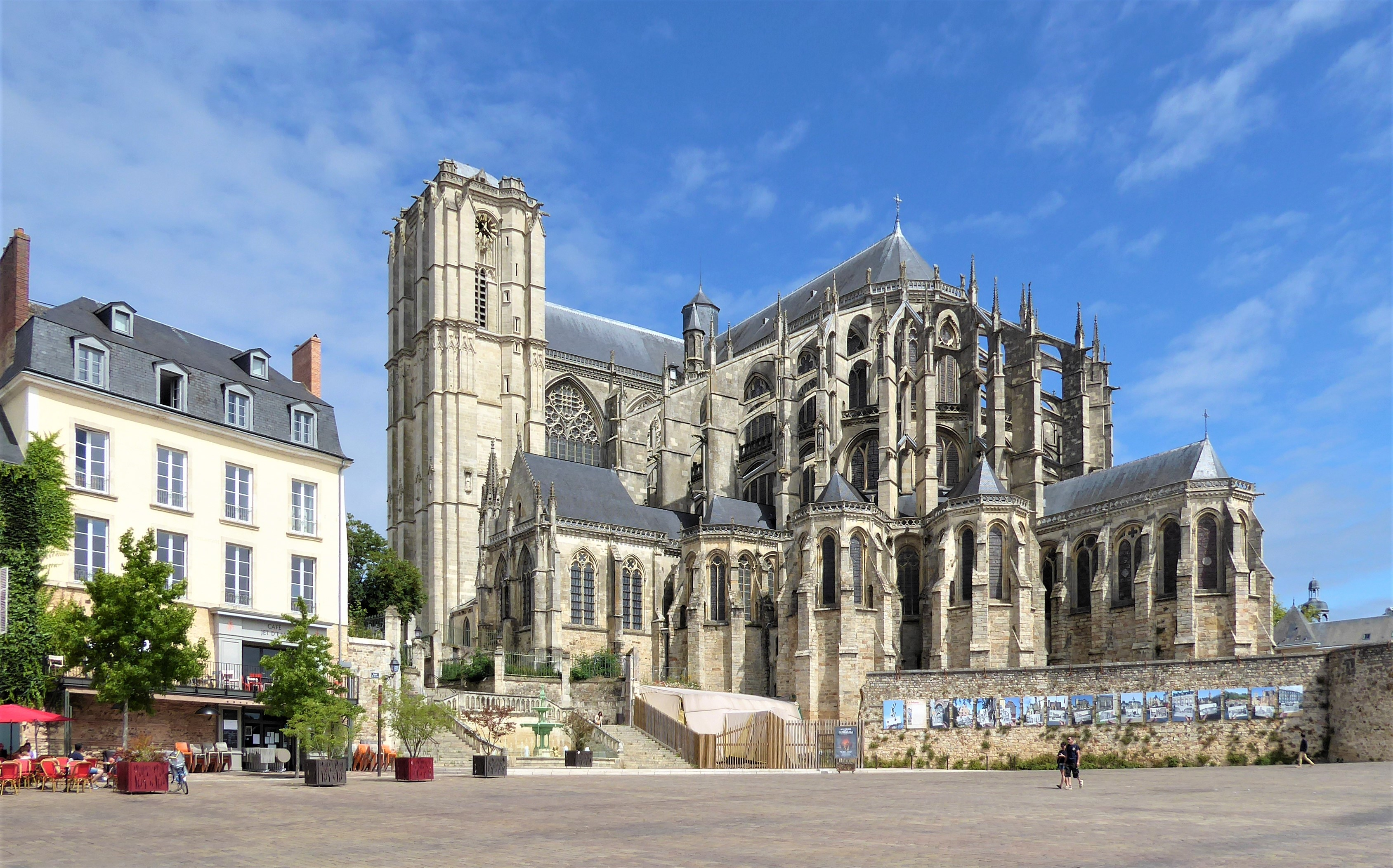
Gotischer Chor der Kathedrale von Le Mans

Die Kathedrale Saint-Julien du Mans ist ein Sakralbau und römisch-katholischer Bischofssitz in Le Mans (Frankreich) mit dem Patrozinium des heiligen Julian. Das Kulturdenkmal wurde im Jahr 1862 als Monument historique klassifiziert.
Die Kirche gehört zu den wenigen in der Tradition der Kathedrale von Bourges errichteten Bauwerken. Bourges hatte um 1195 eine eigene Bauschule in Konkurrenz zu Chartres entwickelt, der aber nur wenige Kathedralen folgten. Eine davon ist der Große Chor von Le Mans.

## Gotischer Chor

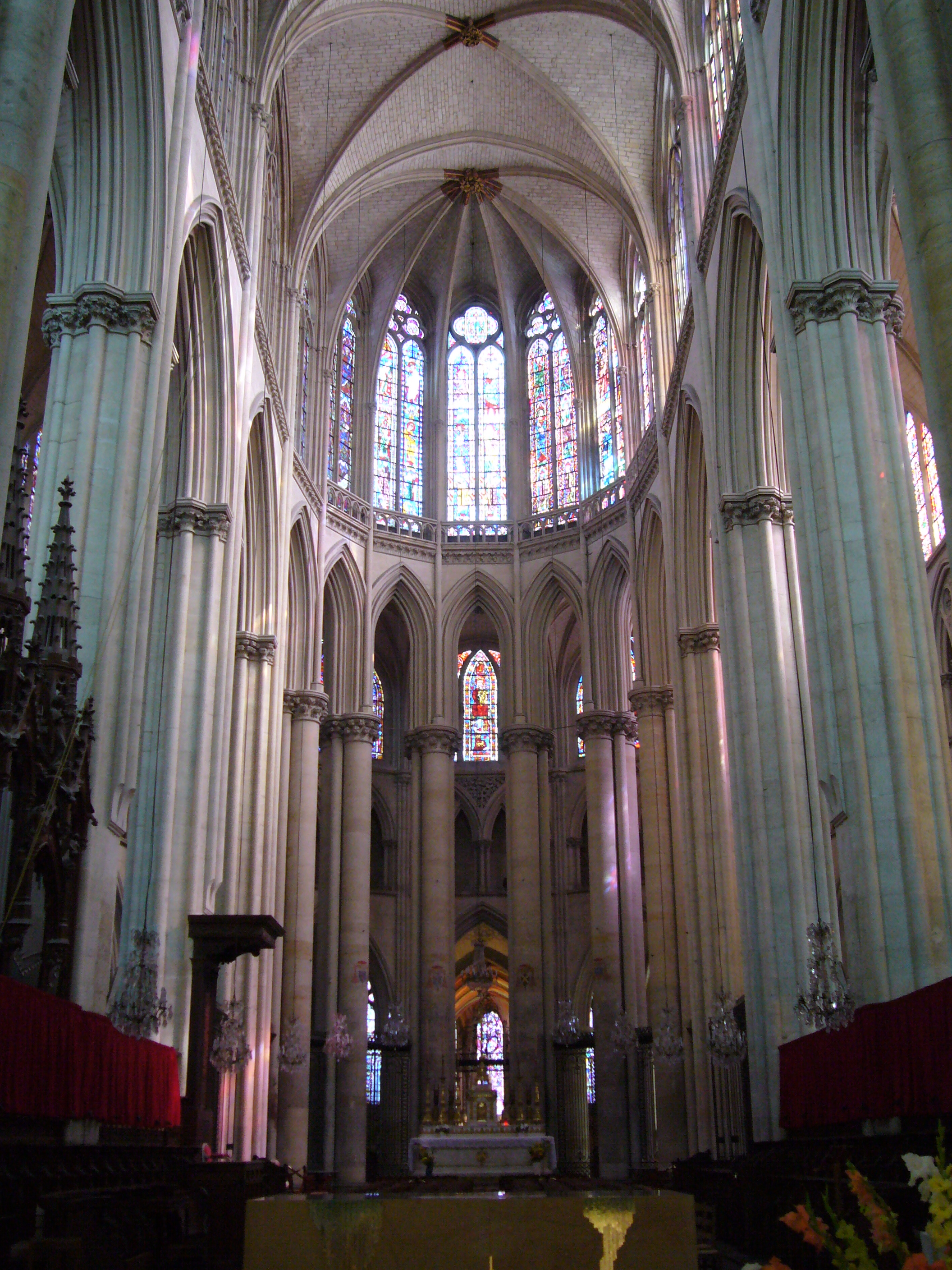
Inneres des Chores

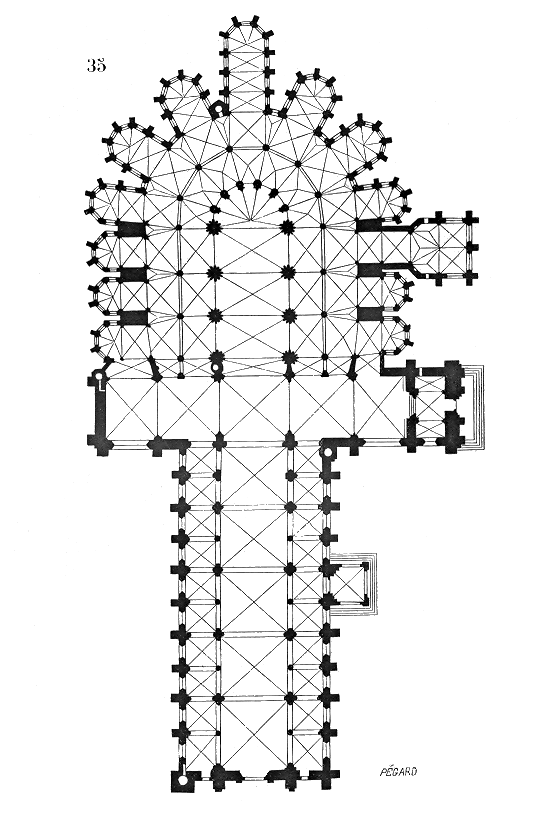
Grundriss der Kathedrale, auf dem der Übergang vom romanischen auf den gotischen Teil gut zu erkennen ist

Der fünfschiffige, mit doppeltem Umgang versehene Chor besitzt ein ungewöhnliches Strebewerk, das auf den ersten Blick aussieht wie ein hochkompliziertes Skelettsystem. Hier werden im Bereich des Chorhauptes die einzelnen Strebepfeiler „aufgespalten“, d. h. zwei zusammengehörige Strebepfeiler vereinen sich mit ihren Bögen auf dem Weg zum Obergaden des Schiffes, so dass am Ende nur ein Bogen an der Mauer ansetzt. Diese aufwändige und komplizierte Konstruktion ermöglicht im Chorinneren Lichtverhältnisse, die zu den faszinierendsten der gesamten Gotik zählen. Durch die Technik des Aufspaltens konnten die Pfeiler viel weiter nach außen geschoben werden, als wenn sie jeweils allein stünden. Dadurch war es möglich, zwischen ihnen Kapellen einzuziehen, die zusätzlich Licht hereinlassen und auch zwischen diesen Kapellen konnten in den verbleibenden Wandstücken Fenster eingesetzt werden. Dadurch ist eine beeindruckende „Staffelung von Lichtschichten“ entstanden. Das Strebewerk am Chor der Kathedrale von Le Mans ist eine der aufwändigsten Konstruktionen der Gotik und wurde bei den späteren Bauwerken zumeist in der Grundstruktur vereinfacht, wenn auch die Verzierungen immer reicher gestaltet wurden.
Der Chorbau von St-Julien wurde im Jahr 1217 begonnen. Da man mit dem Bau nach Osten über die Stadtmauer hinwegging, musste eine Genehmigung des Königs eingeholt werden. Es folgten mehrere Bauphasen. Zunächst wurde der Kapellenkranz errichtet. Das innere Chorseitenschiff zeigt Formen der normannischen Gotik, so durchbrochene Laubwerkrosetten, wie sie im Kreuzgang des Mont Saint-Michel auftreten. Der Obergaden dagegen ist durch einen Pariser Architekten aus dem Umkreis des Königshofes Ludwigs IX. um 1240 entstanden. Die Höhenstaffelung des fünfschiffigen Baus geht von 11 m in den äußeren Seitenschiffen über 22 m in den inneren Seitenschiffen, die über ein Triforium und eine eigene Fensterreihe verfügen, auf 35 m im Mittelschiff. Das Wandsystem im Hochchor ist im Gegensatz zu Bourges zweiteilig, da die Arkaden bis zu den Fenstern hochgezogen sind, also eine außerordentliche Höhe erreichen. Der Chorumgang dagegen ist dreigeschossig mit eigener Fensterzone und eigenem Triforium, wie es dem System von Bourges entspricht. Die Bleiglasfenster des Chorumgangs stammen aus der Zeit um 1230/40 und zeigen noch Einflüsse der Kathedrale von Chartres, während die jüngeren Fenster des Obergadens bereits das Vorbild der Sainte-Chapelle in Paris aufnehmen. Die einzelnen Zonen des optischen Grundes sind auf verschiedene Raumschichten verteilt, so dass der erste Umgang im Vergleich zum zweiten das basilikale Motiv des Kernraumes wiederholt. Die Lichtintensität nimmt daher nach oben hin zu.

## Romanisches Langhaus mit frühgotischen Gewölben
Das Langhaus, an das der Chor angebaut wurde, entstand in zwei Bauphasen:
Ein erster Bau der Zeit um 1100–1120 war rein romanisch und flachgedeckt. Von diesem Vorgängerbau stammen noch die Seitenschiffmauern mit ihren kleinformatigen braunen Steinquadern aus Granit und die im Mittelschiffmauerwerk steckenden Rundbogen.

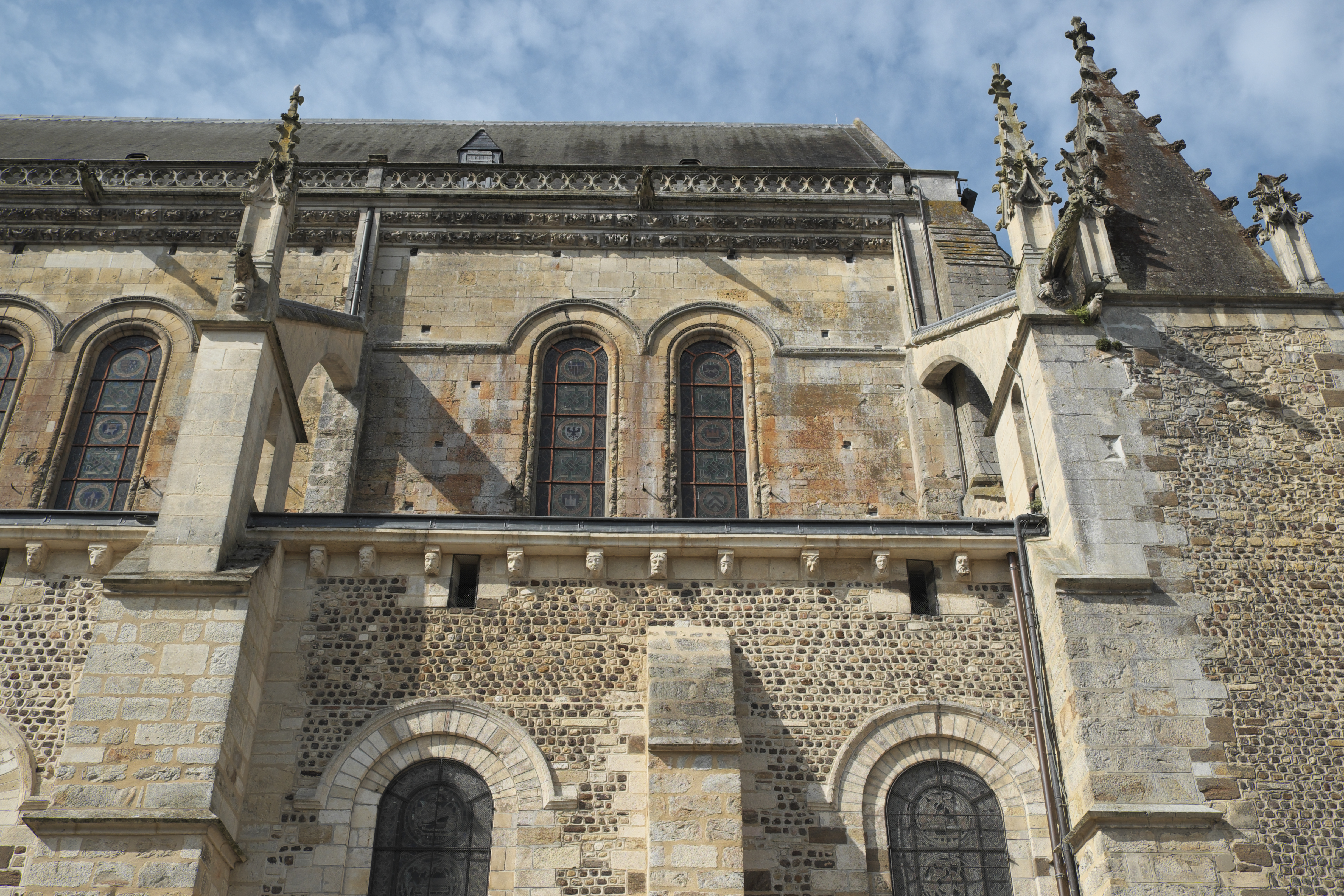
Romanische Außenwand

Nach mehreren Bränden entstand ab dem Jahr 1137 ein neues Mittelschiff aus großen Kalksteinquadern.
Mächtige Pfeiler im Stützenwechsel mit Rundpfeilern tragen den neuen Obergaden mit der frühgotischen Rippenwölbung, entstanden um 1140 und damit gleichzeitig mit dem gotischen Umgangschor der Basilika Saint-Denis, übrigens auch gleichzeitig mit dem ersten spitzbogigen Rippengewölbe (östliches Chorquadrum) des bis zu seiner Weihe 1181 abgesehen von den Gewölben ganz in romanischen Formen gehaltenen Wormser Doms. Der dreizonige Wandaufriss des Schiffs von Saint-Julien in Le Mans hat ein aufgeblendetes, alternierend durch Öffnungen zu den Seitenschiffsdächern belebtes Triforium mit kleinen Blendarkaden. Hier im romanischen Teil des Langhauses herrscht noch die Betonung des Volumens von Mauern und Pfeilern. Die Gewölberippen steigen zum Scheitel weit höher auf als die Gewölbeschildbögen und bilden so ein Domikalgewölbe, wie es für die Angevinische Gotik Westfrankreichs typisch ist.

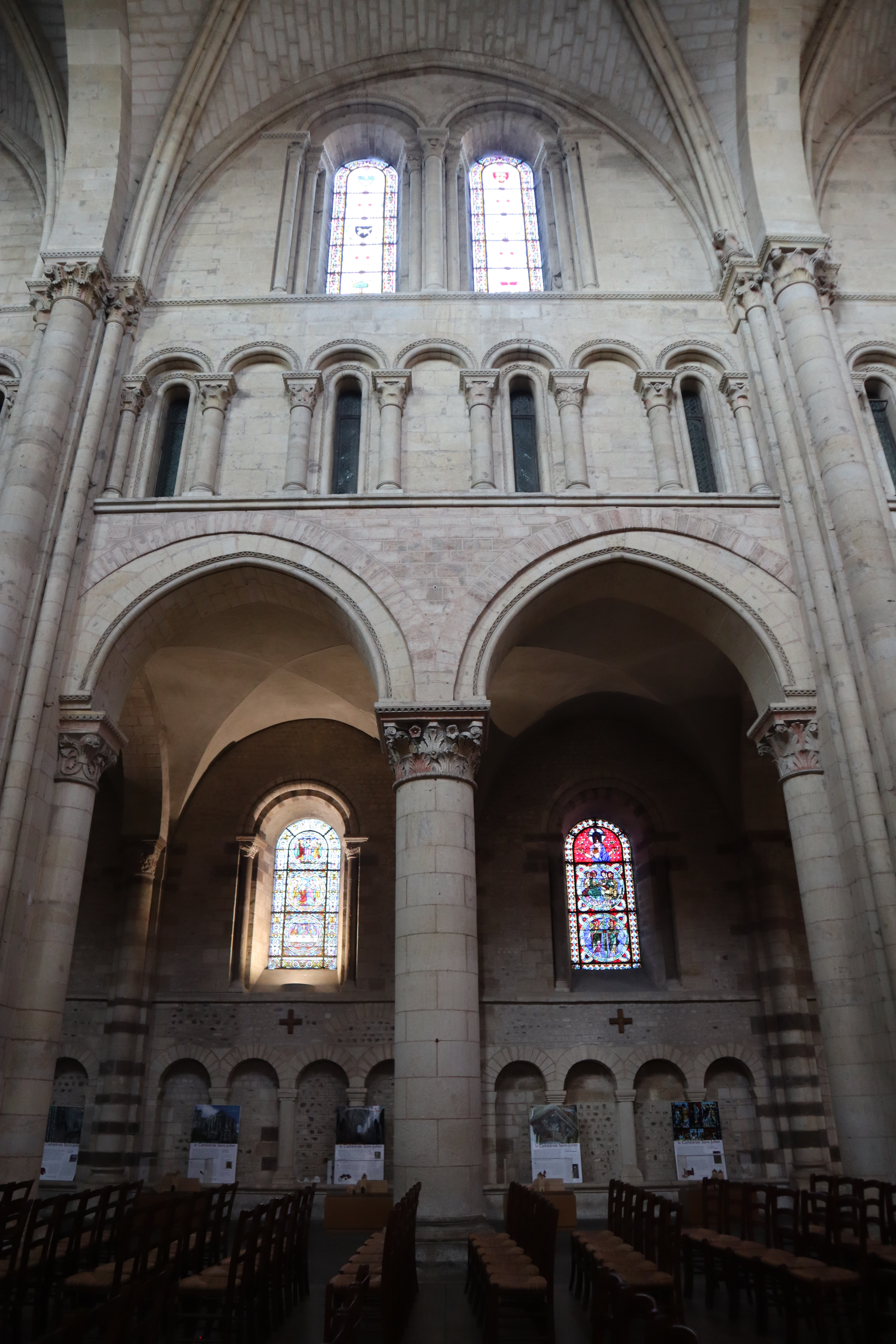
Wandaufriss des Schiffs
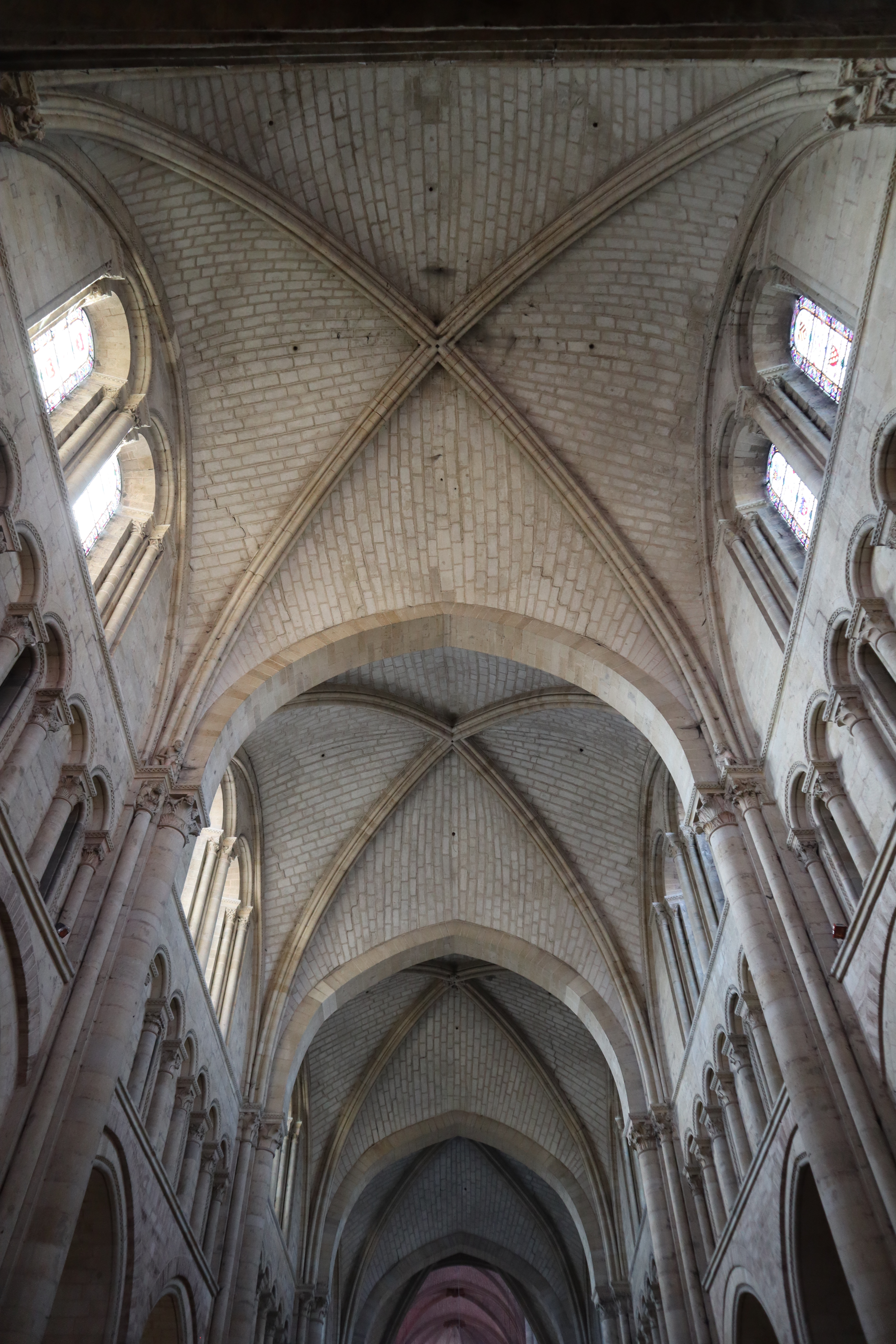
Gewölbe des Schiffs

Die Kapitelle im Langhaus weisen als große Seltenheit noch Farbreste auf, die zumindest andeutungsweise den ursprünglichen Zustand deutlich machen, als solche Bauteile durchgehend bemalt waren. Überhaupt ist die plastische Ausstattung dieses englisch beeinflussten Baues hervorragend. Das Zickzackband der Normannen, die auch in Nordfrankreich vertreten waren, bestimmt die Gestaltung von Gesimsen und Bogenverzierungen. Das Langhaus-Südportal ist ein frühgotisches Portal in der Nachfolge des Westportals der Kathedrale von Chartres.

## Querhaus
Durch den Neubau der Ostteile schließt sich an das romanische Langhaus die hochgotische Architektur des Querhauses und des Chores an. Wegen des niedrigeren Langhauses ist ein zusätzliches Fenster darüber erforderlich, um die um 10 m höhere Gewölbehöhe im Querhaus auszugleichen. Nach Vollendung des Chores 1245 war dieser zunächst an die bestehende romanische Vierung angeschlossen worden, die damals niedriger war. Zur Zeit des Chorneubaus stand dort eine provisorische Mauer, die den wesentlich höheren Neubau nach Westen abschloss. Diese Mauer wurde bei Fertigstellung des Querhauses abgerissen und anstelle der Mauer ein neues, schmales Gewölbe eingezogen. Dabei ist ein trapezförmiges Gewölbe entstanden.
Das Querhaus entstand am Ende des 14. Jahrhunderts als letzter Bauteil. Von dem romanischen Querhaus blieb nur der rechte Querhausturm erhalten. Der spätgotische Querhausbau besteht aus riesigen Glasflächen. Auch das Triforium ist verglast. Das Nordquerhaus zeigt Glasfenster mit knienden Stiftern des französischen Königshauses.

## Pierre Saint-Julien
Der Menhir Pierre Saint-Julien (auch Pierre des Païens – dt. Heidenstein, oder Pierre au Lait – dt. Milchstein genannt) steht an der südöstlichen Ecke der Westfassade der Kathedrale.

## Ausstattung

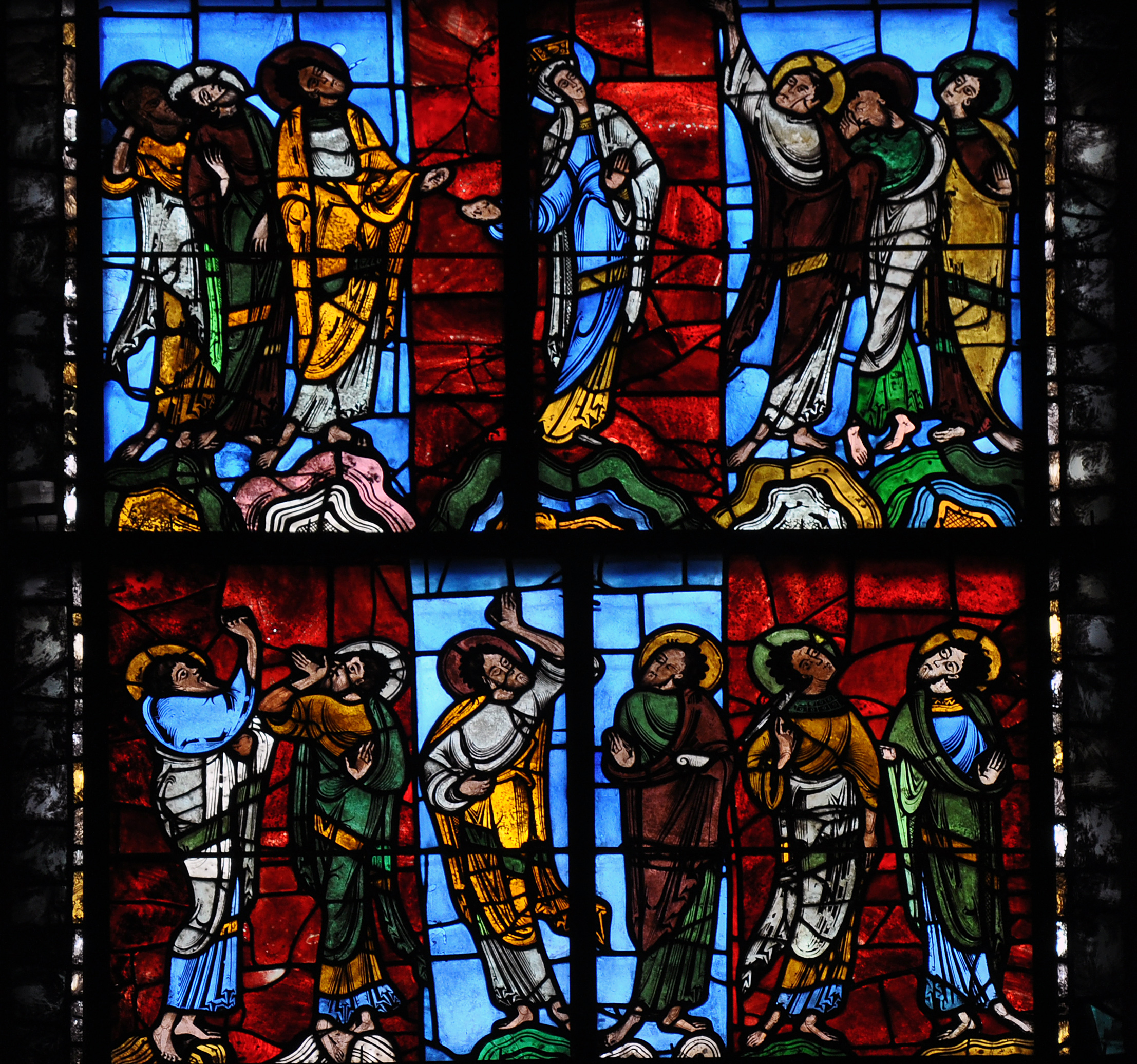
Maria und Apostel aus einer Himmelfahrt Christi, Glasmalerei um 1120

### Glasfenster
Die Kathedrale ist berühmt für ihre in außergewöhnlichem Umfang erhaltenen Glasmalereien aus romanischer und gotischer Zeit.  Die Darstellung der Himmelfahrt im Südseitenschiff, um 1120, ist das älteste Fenster des Doms. Das große Fenster in der Westfassade, um 1165, restauriert im 19. Jahrhundert, ist den Legenden aus dem Leben des hl. Julian gewidmet. Der Obergaden des 1254 fertiggestellten Chors erhielt wenig später die gut erhaltene Ausstattung mit farbigen Glasmalereien.

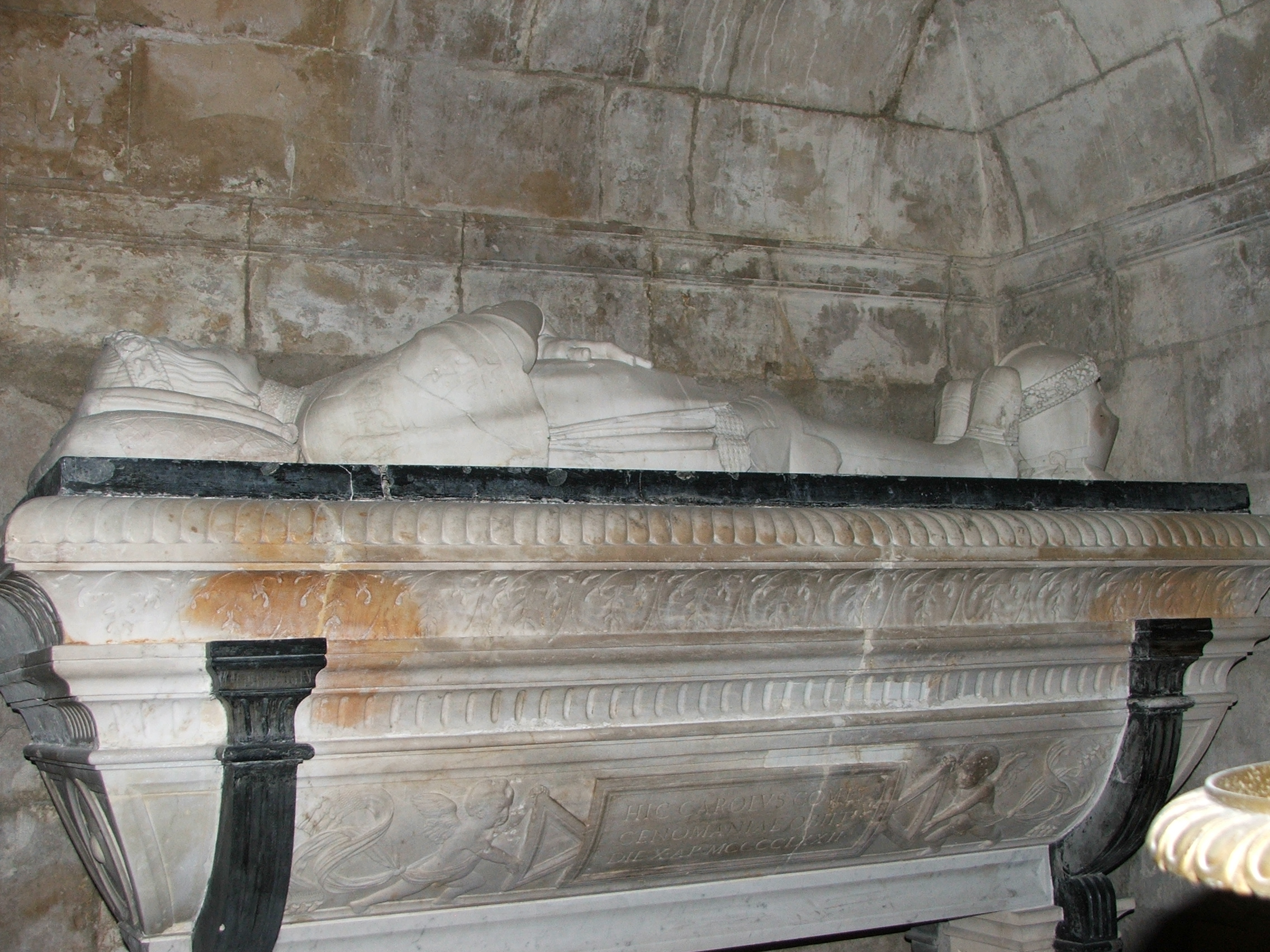
Grabmal für Karl III. von Anjou von Francesco Laurana, 1475

### Skulpturen
- Das Grabmal des Grafen Karl III. von Anjou (1414–1472) stammt von Francesco Laurana (1475), das des Bischofs Guilleaume Langey du Bellay (1491–1543) wird Pierre Bontemps zugeschrieben.
- Die Sakristei ist ein filigraner gotischer Bau der Zeit um 1300. Sie ist mit Wandvertäfelungen des späten 16. Jahrhunderts mit Reliefs aus dem Leben Christi verziert.
- Le Mans war in der ersten Hälfte des 17. Jahrhunderts ein Zentrum der Terrakottaproduktion. Sie verdrängte in der Region Maine und Sarthe die zuvor dominierende Holz- und Steinskulptur. Die sogenannte „kleine Grablegung“, nicht ursprünglich für die Kathedrale bestimmt, wird Germain Pilon oder seiner Werkstatt zugeschrieben. Gervais I. Delabarre modellierte die „große Grablegung“ in der Peter-und-Paul-Kapelle. Auch diese Gruppe aus der Franziskanerkirche in Mans kam erst später in die Kathedrale. Der Altar dieser Kapelle mit der Auferstehung wurde im Jahr 1564 gestiftet.

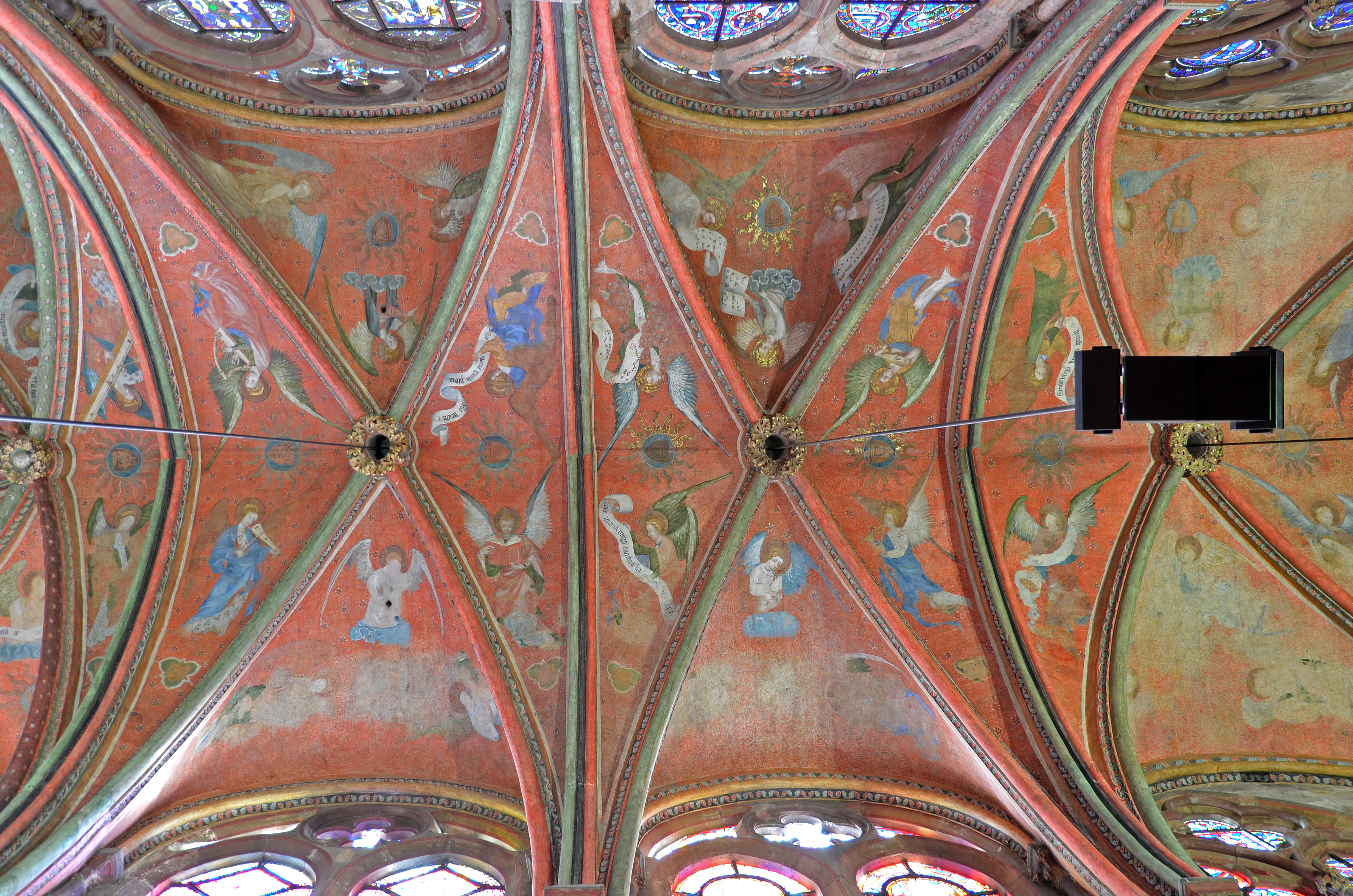
Engelskonzert. Gewölbeausmalung der Marienkapelle, um 1380–1400

### Wandmalerei
Von höchstem Rang und größter Seltenheit ist die Ausmalung der Gewölbe in der dreijochigen Marienkapelle im Chorscheitel. 47 singende und musizierende Engel mit ihren Instrumenten und Noten schweben auf dem roten Grund der Gewölbezwickel. Die musikhistorisch wie kunstgeschichtlich gleich hochbedeutenden Darstellungen wurden von Bischof Gontier de Baigneux (1337–1384) gestiftet. Ihr Stil steht dem des Malers Jan Bondol nahe, der die berühmten Wandteppiche von Angers entworfen hat.

## Orgel

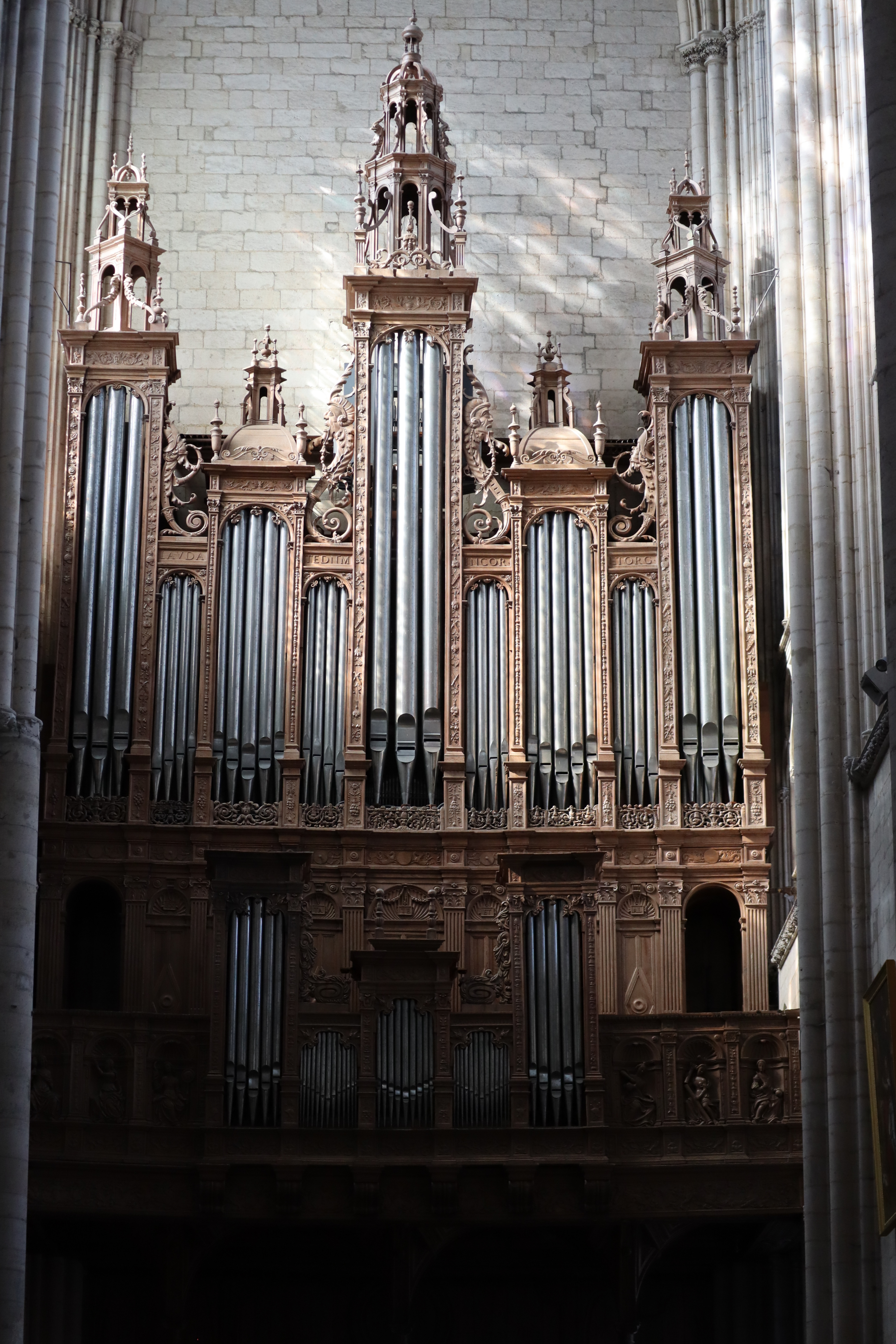
Orgel der Kathedrale

Die Orgel geht zurück auf ein Instrument, das zwischen 1529 und 1535 von dem Orgelbauer Pierre Bert erbaut wurde. Die originalen Teile des Prospektes aus der gleichen Zeit zeigen einen Zyklus von Tugendallegorien, plastischen Nischenfiguren in reich ornamentierten Renaissancerahmen. Die Orgel hatte ursprünglich 42 Register auf drei Manualen und Pedal. Sie wurde im 19. und zu Beginn des 20. Jahrhunderts erweitert. Das denkmalgeschützte Instrument hat heute 52 Register auf vier Manualen und Pedal. Die Spiel- und Registertrakturen sind mechanisch.
| I Positif de Dos C–g3 |        |
| Montre                | 8′     |
| Bourdon               | 8′     |
| Flûte                 | 4′     |
| Nazard                | 2 ⁄3′  |
| Doublette             | 2′     |
| Tierce                | 1 3⁄5′ |
| Larigot               | 1 ⁄3′  |
| Septième              | 1 ⁄7′  |
| Fourniture IV         |        |
| Cymbale III           |        |
| Trompette             | 8′     |
| Cromorne              | 8′     |
| Clairon               | 4′     |

| II Grand Orgue C–g3  |        |
| Montre               | 16′    |
| Bourdon              | 16′    |
| Montre               | 8′     |
| Flûte                | 8′     |
| Bourdon              | 8′     |
| Flûte                | 4′     |
| Prestant             | 4′     |
| Grosse Tierce        | 1 3⁄5′ |
| Nazard               | 2 ⁄3′  |
| Doublette            | 2′     |
| Tierce               | 1 3⁄5′ |
| Cornet V             |        |
| Grande Fourniture II |        |
| Petite Fourniture IV |        |
| Cymbale IV           |        |
| Bombarde             | 16′    |
| Trompette            | 8′     |
| Clairon              | 4′     |

| III Récit expressif C–g3 |     |
| Quintaton                | 16′ |
| Diapason                 | 8′  |
| Flûte harmonique         | 8′  |
| Gambe                    | 8′  |
| Voix céleste             | 8′  |
| Flûte                    | 4′  |
| Prestant                 | 4′  |
| Doublette                | 2′  |
| Fourniture IV            |     |
| Cymbale III              |     |
| Bombarde acoustique      | 16′ |
| Trompette                | 8′  |
| Clairon                  | 4′  |

| IV Echo C–g3    |    |
| Quintaton       | 8′ |
| Salicet         | 4′ |
| Quarte          | 2′ |
| Piccolo         | 1′ |
| Cymbale IV      |    |
| Cornet V        |    |
| Voix humaine    | 8′ |
| Basson-Hautbois | 8′ |
|                 |    |
| en chamade      |    |
| Trompette       | 8′ |
| Clairon         | 4′ |

| Pédale C–g1   |     |
| Soubasse      | 32′ |
| Soubasse      | 16′ |
| Flûte         | 16′ |
| Flûte         | 8′  |
| Basse         | 8′  |
| Flûte         | 4′  |
| Fourniture IV |     |
| Bombarde      | 16′ |
| Trompette     | 8′  |
| Clairon       | 4′  |